# Алтын (река, впадает в Берингово море)
Алтын — река на полуострове Камчатка. Протекает по территории Усть-Камчатского района Камчатского края России.
Длина реки — 61 км, площадь водосборного бассейна — 606 км². Берёт истоки со снежников северной части горы Заметная массива Кумроч. Впадает в Берингово море.
Гидроним произошёл от ительменского слова Алтен-кыг, однако его точное значение не установлено.

## Притоки
Объекты перечислены по порядку от устья к истоку(км от устья: ← левый приток | → правый приток | — объект на реке):
- 8 км: ← Ягодная
- 17 км: → Медведица
- 24 км: → Камаринская
- 29 км: ← Левый Алтын[4]
- 32 км: → Правый Алтын
- 36 км: ← Кумроч

## Данные водного реестра
По данным государственного водного реестра России относится к Анадыро-Колымскому бассейновому округу.
Код объекта в государственном водном реестре — 19060000312120000012189.